# Egzoderma
Egzoderma, skórnia, podskórnia – tkanka roślinna pochodzenia miękiszowego, znajdująca się pod ryzodermą. Ściany komórek egzodermy ulegają korkowaceniu, przez co egzoderma pełni powyżej strefy włośnikowej korzenia funkcję ochronną. Do korkowacenia dochodzi gdy włośniki zaczynają więdnąć.  W starszych strefach korzenia egzoderma zastępuje skórkę korzenia.